# Felix Neureuther
Pour les articles homonymes, voir Neureuther.
Felix Neureuther, né le 26 mars 1984 à Munich, est un skieur alpin allemand, triple médaillé en slalom aux Championnats du monde. Il remporte sa première victoire en Coupe du monde en remportant le slalom de Kitzbühel en 2010. En 2013, il effectue sa saison la plus accomplie avec la médaille d'argent aux Championnats du monde de Schladming, 3 victoires en slalom et la quatrième place au général de la coupe du monde. Il met un terme à sa carrière sportive à la fin de la saison 2018-2019.

## Biographie
Fils de Christian Neureuther et Rosi Mittermaier, deux légendes du ski allemand, Felix Neureuther participe à ses premières courses FIS en 2000 à l'âge de 16 ans. Spécialiste des disciplines techniques, il se fait vite un nom dans les rangs juniors de l’équipe allemande et se révèle en 2002 en terminant 2e des championnats d'Allemagne derrière Alois Vogl, le meilleur slalomeur allemand du moment.
Fort de ses bonnes prestations et afin de poursuivre son apprentissage, il intègre la saison suivante en vue des coupes d'Europe une équipe allemande en manque de leaders et qui enchaîne les saisons décevantes depuis la fin des années 1980. Au terme d'une saison qui le voit disputer sa première épreuve de coupe du monde à Kranjska Gora mais aussi se tailler une réputation de skieur talentueux mais très irrégulier il remporte les championnats d'Allemagne devant Alois Vogl et Markus Eberle.
En 2004, le jeune skieur allemand qui a fait une bonne préparation durant l'intersaison est intégré plus régulièrement en coupe du monde. Après un début de saison délicat il réalise son premier fait d'armes pour sa 6e participation à une épreuve de coupe du monde lors du slalom de Madonna di Campiglio qu'il termine au 8e rang malgré le dossard 44. Performance qu'il confirme un mois plus tard lors des slaloms de Wengen, Kitzbühel et Schladming qu'ils terminent au 18e, 12e et 23e rang lui permettant d'intégrer le top 30 des meilleurs slalomeurs mondiaux à seulement 20 ans. Auteur d'un nouveau top 10 en fin de saison à Sankt Anton (7e) il termine au 25e rang du classement général du slalom.
La saison 2005 est plus mitigée pour Neureuther qui ne parvient pas vraiment à confirmer les espoirs placés en lui la saison précédente. Il signe un top 10 lors du premier slalom de la saison à Beaver Creek mais ses performances déclinent par la suite et il ne parvient plus à rentrer dans le top 20 en coupe du monde. Il termine 33e du classement du slalom. Profitant du manque de concurrence dans le groupe technique allemand, il dispute ses premiers mondiaux en milieu de saison à Bormio. Il ne finit pas le géant et termine à la 19e place du slalom.
La saison suivante est de meilleure facture. Régulier parmi les 20 meilleurs de la majorité des slaloms de la saison, il signe quelques performances notables (11e à Beaver Creek, 8e et 12e à Shigakogen et 11e des finales à Åre) lui permettant de conclure la saison au 17e rang du classement du slalom. Il participe en outre à ses premiers Jeux olympiques à Turin mais ne termine pas le géant ni le slalom.
La saison 2007 marque la montée en puissance du skieur allemand de 22 ans. Bien que parfois inconstant en partie à cause d'un style de ski à risque, il réalise de bons résultats en slalom parmi lesquels son premier podium à Beaver Creek (3e derrière Andre Myhrer et Michael Janyk) et signe 2 tops 10 lors des 2 slaloms organisés à Kitzbühel (5e et 6e) qui lui permettent d'intégrer la première série des 15 meilleurs slalomeurs mondiaux la veille des championnats du monde organisés à Åre. Engagé en géant il ne finit pas la course. Sur le slalom dans une piste rendue délicate par les températures positives il signe le 4e temps de la première manche mais sort en seconde. Bien que déçu par cet échec il parvient à signer un nouveau podium une semaine plus tard avec une 2e place lors du slalom de Garmisch derrière l'intouchable Mario Matt sur une piste qu'il connait par cœur puisqu'il a grandi dans cette station. Il termine la saison au 8e rang du classement du slalom.
La saison 2008 est de la même veine que la précédente pour le jeune allemand qui devient de plus en plus constant et régulier. Durant une saison qui marque la montée en puissance d'une nouvelle génération de jeunes skieurs Neureuther finit classé des 11 slaloms de la saison signant plusieurs tops 10 parmi lesquels 2 podiums à Alta Badia (2e derrière Jean-Baptiste Grange) et à Adelboden (3e derrière Mario Matt et Benjamin Raich). Il termine au 7e rang du classement du slalom.
Tiraillé par de fortes douleurs au dos, la saison suivante de l'allemand est beaucoup plus compliqué. Ne pouvant pratiquer sereinement son ski, il ne termine que 4 slaloms sur 10. Ce qui ne l'empêche pas de rester performant quand il termine ses courses, signant 2 nouveaux podiums à Adelboden (3e derrière Reinfried Herbst et Manfred Pranger) et à Kranjska Gora ou il termine 3e derrière son grand ami Julien Lizeroux et Giuliano Razzoli. Il termine 15e au classement du slalom d'une saison qui le voit quitter la première série. En parallèle, il participe aux mondiaux de Val d'Isère. 19e du géant, il termine 2 jours plus tard à la 4e place du slalom.

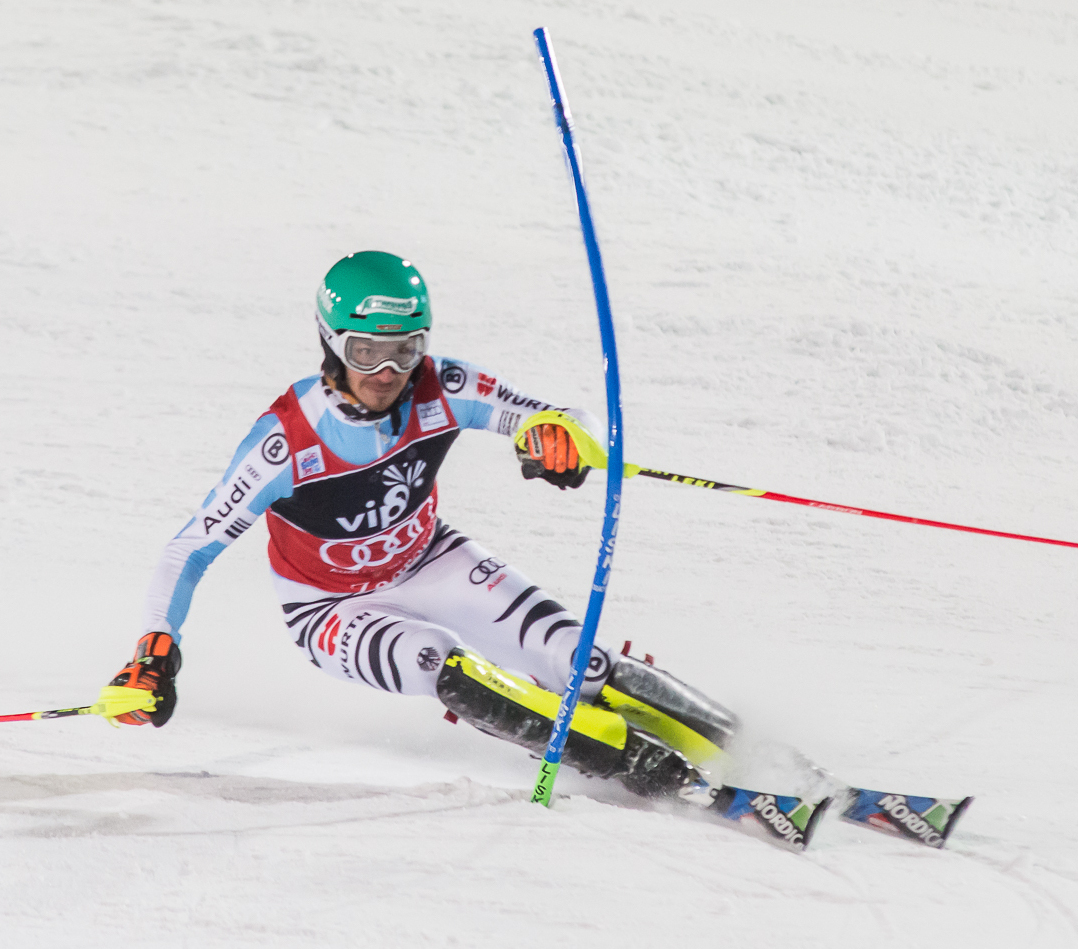
Felix Neureuther en slalom

En 2010, Neureuther après un début de saison délicat marqué par l'inconstance revient en forme dès janvier en signant de bonnes performances à Zagreb (9e) et lors des slaloms helvétiques (11e à Wengen et 13e à Adelboden) qui lui permet de reprendre confiance. Il remporte dans la foulée lors du slalom de Kitzbühel, 31 ans après son père sa première victoire devant Lizeroux et Razzoli. 4e le week-end suivant à Kranjska Gora il s'impose parmi les principaux outsiders du slalom des Jeux olympiques. 8e du géant, il aborde le slalom en confiance mais enfourche rapidement dès la 1re manche. Un mois plus tard il remporte devant son public le slalom des finales disputé sur la piste des futurs mondiaux à Garmisch devançant Pranger et Andre Myhrer. Il termine la saison au 5e rang du classement du slalom.
La saison 2011 sera pour l'allemand de moins bonne facture par rapport à la précédente. En effet, bien que toujours présent en slalom parmi les 10 meilleurs et se qualifiant régulièrement pour des secondes manches en géant durant la première partie de la saison, Neureuther handicapé par une préparation tronquée par la faute de nombreux soucis d'ordre physiques ne parvient pas à confirmer les premières victoires de la saison précédente et aborde dans le doute les mondiaux disputés dans sa station de Garmisch-Partenkirchen.
En 2013, il devient vice-champion du monde du slalom à Schladming derrière Marcel Hirscher, qui le devance aussi au classement final de la Coupe du monde de slalom.
Lors de la saison 2013-2014, il gagne à Adelboden son premier slalom géant en Coupe du monde ce qui fait de lui le deuxième Allemand à gagner dans cette discipline après Max Rieger. En slalom, il gagne trois manches cette saison dont celle de Kitzbühel mais ne termine pas l'épreuve de slalom aux Jeux olympiques de Sotchi.
En février 2015, il se rend aux Championnats du monde alors qu'il est en tête de la Coupe du monde de slalom devant Marcel Hirscher. Il y termine quatrième du slalom géant puis décroche la médaille de bronze en slalom derrière Jean-Baptiste Grange et son compatriote Fritz Dopfer.
Aux Championnats du monde 2017, il remporte sa troisième médaille d'affilée en slalom, prenant le bronze.
Devenu père récemment, il gagne le slalom d'ouverture de la saison 2017-2018 à Levi, profitant de la sortie de piste de David Ryding.
En novembre 2017, il chute à l'entraînement et se déchire les ligaments croisés, ce qui l'empêche de prendre part aux Jeux olympiques d'hiver de 2018. Il doit retarder sa reprise à la compétition au début de la saison 2018-2019 en raison d'un pouce cassé.
Le 16 mars 2019, Felix Neureuther annonce qu'il met un terme à sa carrière en 2019, après les finales de la Coupe du monde.

## Palmarès

### Jeux olympiques d'hiver
| Épreuve / Édition | Turin 2006 | Vancouver 2010 | Sotchi 2014 |
| Slalom géant      | Abandon    | 8e             | 8e          |
| Slalom            | Abandon    | Abandon        | Abandon     |

### Championnats du monde
| Épreuve / Édition | Saint-Moritz 2003 | Bormio 2005 | Åre 2007 | Val d'Isère 2009 | Garmisch Partenkirchen 2011 | Schladming 2013 | Vail - Beaver Creek 2015 | Saint-Moritz 2017 | Åre 2019    |
| Slalom géant      | 35e               | Abandon     | Abandon  | 19e              | 34e                         | 10e             | 4e                       | 16e               | -           |
| Slalom            | 15e               | 19e         | Abandon  | 4e               | Abandon                     | Argent          | Bronze                   | Bronze            | Disqualifié |
| Par équipes       | -                 | Or          | 7e       | -                | -                           | Bronze          | -                        | 9e                | -           |

### Coupe du monde
- Meilleur classement général : 4e en 2013 et 2015.
- 47 podiums dont 13 victoires (une en géant, une en slalom parallèle et 11 en slalom).

#### Différents classements en Coupe du monde
| Année/Classement | Année/Classement | Général | Général | Descente | Descente | Super G | Super G | Slalom géant | Slalom géant | Slalom | Slalom | Combiné | Combiné | City Event | City Event |
| ---------------- | ---------------- | ------- | ------- | -------- | -------- | ------- | ------- | ------------ | ------------ | ------ | ------ | ------- | ------- | ---------- | ---------- |
| Année/Classement | Année/Classement | Class.  | Points  | Class.   | Points   | Class.  | Points  | Class.       | Points       | Class. | Points | Class.  | Points  | Class.     | Points     |
| 2004             | 2004             | 62e     | 111     | -        | -        | -       | -       | -            | -            | 25e    | 111    | -       | -       | -          | -          |
| 2005             | 2005             | 83e     | 56      | -        | -        | 48e     | 5       | -            | -            | 33e    | 51     | -       | -       | -          | -          |
| 2006             | 2006             | 48e     | 147     | -        | -        | -       | -       | 41e          | 16           | 17e    | 131    | -       | -       | -          | -          |
| 2007             | 2007             | 32e     | 293     | -        | -        | -       | -       | 31e          | 29           | 8e     | 264    | -       | -       | -          | -          |
| 2008             | 2008             | 25e     | 387     | -        | -        | -       | -       | -            | -            | 7e     | 387    | -       | -       | -          | -          |
| 2009             | 2009             | 47e     | 178     | -        | -        | -       | -       | -            | -            | 15e    | 171    | 43e     | 7       | -          | -          |
| 2010             | 2010             | 21e     | 349     | -        | -        | -       | -       | 44e          | 11           | 5e     | 329    | 42e     | 9       | -          | -          |
| 2011             | 2011             | 17e     | 440     | -        | -        | -       | -       | 29e          | 52           | 8e     | 258    | 11e     | 80      | 4e         | 50         |
| 2012             | 2012             | 22e     | 485     | -        | -        | -       | -       | 36e          | 28           | 6e     | 377    | -       | -       | 2e         | 80         |
| 2013             | 2013             | 4e      | 948     | -        | -        | -       | -       | 6e           | 232          | 2e     | 716    | -       | -       | 2e         | 150        |
| 2014             | 2014             | 5e      | 813     | -        | -        | -       | -       | 5e           | 263          | 2e     | 550    | -       | -       | -          | -          |
| 2015             | 2015             | 4e      | 838     | -        | -        | -       | -       | 8e           | 247          | 2e     | 591    | -       | -       | -          | -          |
| 2016             | 2016             | 8e      | 743     | -        | -        | -       | -       | 7e           | 354          | 3e     | 389    | -       | -       | -          | -          |
| 2017             | 2017             | 5e      | 790     | -        | -        | -       | -       | 4e           | 370          | 4e     | 420    | -       | -       | -          | -          |
| 2018             | 2018             | 62e     | 100     | -        | -        | -       | -       | -            | -            | 25e    | 100    | -       | -       | -          | -          |
| 2019             | 2019             | 38e     | 224     | -        | -        | -       | -       | 46e          | 10           | 14e    | 214    | -       | -       | -          | -          |

#### Détail des victoires
| Édition / Épreuve | Géant     | Slalom                           | Slalom Parallèle | Total |
| 2010              |           | Kitzbühel Garmisch-Partenkirchen |                  | 2     |
| 2013              |           | Wengen Lenzerheide               | Munich           | 3     |
| 2014              | Adelboden | Bormio Kitzbühel Kranjska Gora   |                  | 4     |
| 2015              |           | Madonna di Campiglio Wengen      |                  | 2     |
| 2016              |           | Naeba                            |                  | 1     |
| 2018              |           | Levi                             |                  | 1     |
| Total             | 1         | 11                               | 1                | 13    |

### Coupe d'Europe
- 1 victoire.

### Championnats d'Allemagne
- Champion du slalom en 2003 et 2014.
- Champion du slalom géant en 2006, 2008 et 2009.